# Meta Four
Zlatko Prangasevic, född 26 oktober 1987 i Angered, mer känd under sitt artistnamn Meta Four, är en svensk hiphopartist och mångsysslare.

## Biografi
Zlatko Prangasevic, som har serbiskt påbrå, växte upp i Angered och flyttade senare i tonåren till Bergsjön. Hans debut uppmärksammades av Ametist Azordegan i Sveriges Radio (SR Metropol 93,8) i februari år 2011 i samband med släppet av hans första singel "Spraycans" feat Rico Won från det omtalade mixtapen "IATISTB: I'm A Thief I Stole The Beat", som officiellt är Meta Fours första singel.
Etableringen som artist har skett på egen hand och Meta Four har aldrig varit kontrakterad något skivbolag, trots att han flera gånger blivit erbjuden skivkontrakt av diverse skivbolag. Han har agerat förband åt etablerade artister som Swollen Members (Kanada), Looptroop Rockers (Sverige), Little Dragon (Sverige) och Smif-N-Wessun (USA). Meta Four har spelat på musikfestivalen Way Out West år 2010 samt år 2012.
Meta Four har tidigare varit medlem i Hiphopkvintetten Killa Clowns under åren 2009–2011 och grundade även gruppen tillsammans med Mahan Noubarzadeh (Överklass/Octagon Crew) och Artimez Moghaddam (Sick Art).

## Privatliv
Vid sidan av musiken har Prangasevic sedan år 2007 arbetat som ungdomsarbetare (fältsekreterare, kontaktperson samt fritidsledare) i Göteborgs kommun i stadsdelarna Angered, Östra Göteborg (Bergsjön, Kortedala, Utby och Gamlestaden).
Prangasevic har sedan år 2003 målat graffiti tillsammans med EUS Crew, som grundades år 2003 i Göteborg av graffitimålarna Z-Mac, Roas och Ralo.

## Diskografi

### Som soloartist

#### Album
- 2016 – Missförstå mig rätt[5]

#### Mixtape
- 2013 – IATISTB: I'm A Thief I Stole The Beat[6]

#### Singlar
- 2017 – GAIS[7]
- 2016 – BMW[8]
- 2016 – Wayne Gretzky[9]
- 2015 – Kalashnikov
- 2014 – Zuperman
- 2014 – Kan inte ångra det
- 2013 – Benät
- 2012 – Öppna Dina Ögon
- 2011 – Spraycans
- 2019 – Pro Bono

### Medverkan
- 2017 - RKO: Anzakt
- 2017 – TMSD: Vet at du hører
- 2013 – Jeremiah: Skön
- 2013 – Frida Scar: 100 dagar 100 nätter
- 2013 – Salladin: Hard Work
- 2012 – Rico Won: Göteborg (La Västra Nostra Remix)
- 2011 – Authentic Rhyme Sayaz: Catch My Drift
- 2011 – State Crown: La Västra Nostra Anthem
- 2011 – Lani Mo: Pallar Inte Mera
- 2011 – Lani Mo: Ge Mig Av
- 2011 – SmoJo: Vi Göre

#### Samlingsalbum
- 2015 – Nordöstra Linjen (singeln Dömd)
- 2011 – Dopeness (Svensk Hiphop) (singeln Spraycans)

### Meta Four feat. Chuey

#### EP
- 2013 – Est Quod Est[10]

#### Singlar
- 2012 – Öppna Dina Ögon
- 2013 –Fallna Änglar

### Meta Four feat. Babo

#### EP
- 2013 – Vaskavigöra[11]

### Meta Four under pseudonym SNYEG

#### Singlar
- 2018 – Ingenthäng

### Meta Four under pseudonym Zee Mac

#### Mixtape
- 2013 – Smooth Operator

### Meta Four med gruppen Killa Clowns

#### EP
- The Freakshow (ej utgiven)

#### Singlar
- 2010 – Freakshow feat Allyawan

## Filmografi
- 2014 – "Stämplade - en odysse av antihjältar" (Kortfilm)[12]